# Daihatsu Cuore
Daihatsu Cuore è il nome utilizzato all'estero della Daihatsu Mira, modello di superutilitaria di segmento A prodotto dalla casa automobilistica giapponese Daihatsu fin dal 1980.
 
La denominazione Cuore è stata utilizzata per sette generazioni fino al 2011, anno in cui la vettura viene ritirata dal mercato europeo e continuerà la sua carriera commerciale solo sul mercato giapponese col nome originale Mira. La nona generazione è stata presentata nel 2017.
La vettura per le sue dimensioni particolarmente ridotte, in Giappone fa parte della categoria delle vetture Keicar, agevolate dal punto di vista fiscale. Gli esemplari importati in Europa oltre ad essere leggermente più lunghi a causa di paraurti specifici sono equipaggiati con motorizzazioni di cilindrata più grande.

## Prima generazione

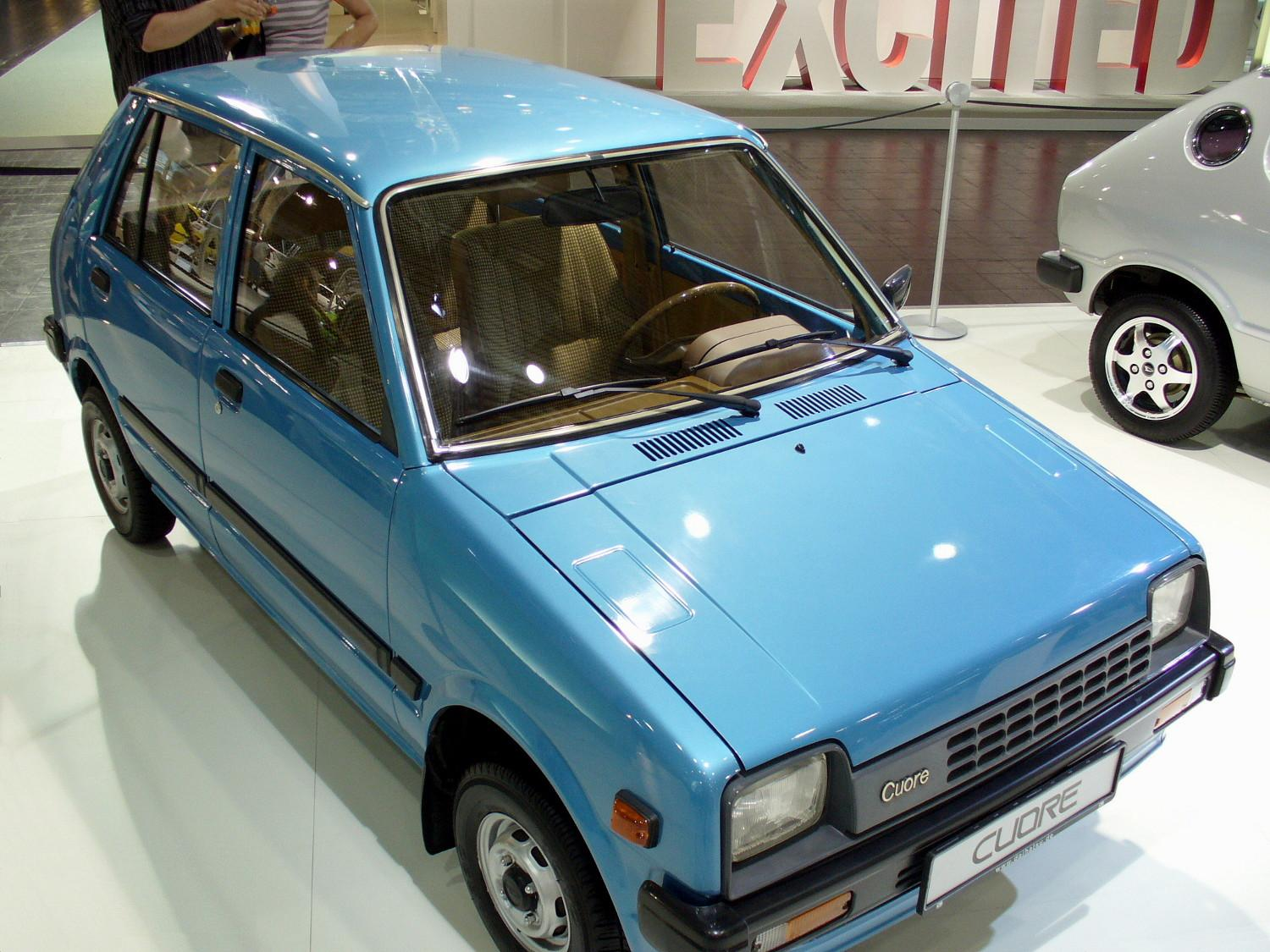
Cuore di prima generazione

Note con il codice progettuale L55, la Cuore fu di estrema importanza per la casa giapponese: in primis perché fu il primo modello della gamma keicar totalmente nuovo dopo oltre 10 anni di produzione della precedente Fellow Max, inoltre andava a fare diretta concorrenza alla Suzuki Alto che era diventata uno dei modelli più apprezzati del mercato giapponese. Nel luglio 1980 debutta ufficialmente in Giappone la Daihatsu Cuore e la Daihatsu Mira Cuore, dove le due denominazioni identificavano la stessa vettura omologata sia come autoveicolo passeggeri che come veicolo commerciale. Nello specifico la Cuore era omologata come keicar per il trasporto passeggeri mentre la Mira Cuore era la versione omologata come keicar commerciale e subiva un regime di tassazione inferiore e di conseguenza un prezzo di listino molto più basso (nonostante avessero entrambe un abitacolo a quattro posti ma le versioni commerciali avevano un divano posteriore con due posti di fortuna per il trasporto temporaneo di passeggeri).
Tale modello sarà venduto sul mercato di esportazione, ribattezzato semplicemente Daihatsu Cuore, denominazione già utilizzata per il predecessore. I modelli esportati sono noti con il codice di telaio L60 e possiedono differenze a livello meccanico del gruppo motore-trasmissione.
La Cuore venne proposta nelle varianti a tre e quattro porte, quest'ultima con lunotto posteriore apribile; la carrozzeria era lunga solo 3.195 metri, larga 1.395 e alta 1.370 metri con un passo di 2.150 metri in modo da rientrare nella classificazione delle keicar. Il telaio totalmente inedito era a trazione anteriore con il piccolo motore in posizione anteriore-trasversale, le sospensioni anteriori avevano uno schema a ruote indipendenti di tipo MacPherson mentre le posteriori utilizzano lo schema a ruote interconnesse con assale torcente. Il propulsore nelle versioni giapponesi L55 per esigenze fiscali era limitato a 550 cm³, ed era un due cilindri alimentato a benzina che erogava 27 cavalli ed era abbinato ad una trasmissione manuale a 4 rapporti oppure al manuale senza frizione Daimatic a 4 rapporti. I freni erano a tamburo sia anteriori che posteriori. Sul modello da esportazione L60 era disponibile il più grande motore da 617 cm³ due cilindri a benzina erogante 31 cavalli.
Ricevette un lieve restyling nel maggio del 1982 dove il nome sul mercato giapponese della versione Van divenne ufficialmente Daihatsu Mira mentre nei mercati di esportazione continuo ad essere chiamata Cuore. Nello stesso anno debutta anche un nuovo cambio automatico a 2 rapporti.
Nel 1983 debutta sul mercato interno la versione Mira Turbo con motore 550 turbo erogante 41 cavalli con trazione integrale mentre sul resto della gamma vennero offerti optional i freni a disco anteriori.

## Seconda generazione

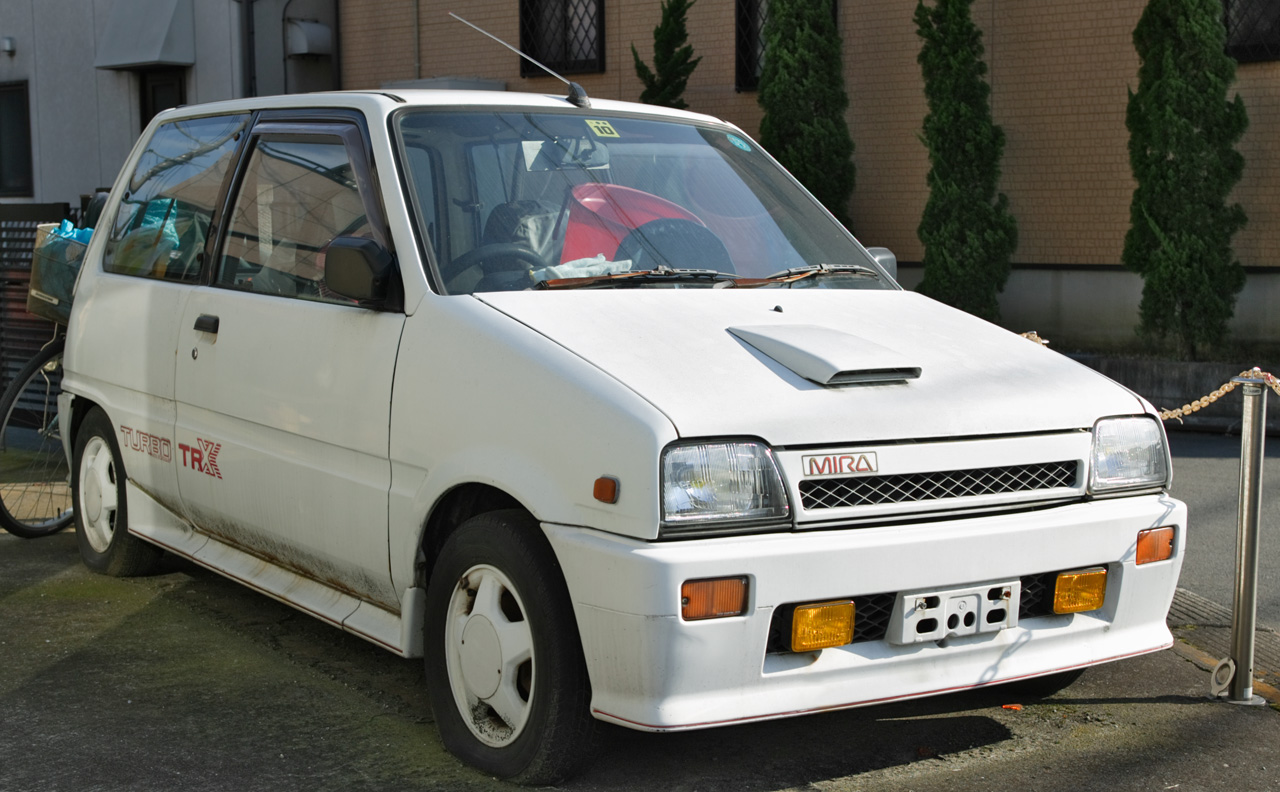
La Mira TR-XX seconda serie

La seconda generazione (L70) venne lanciata nell'agosto 1985 sul mercato giapponese e venne venduta con le denominazioni Daihatsu Mira (versione commerciale a quattro posti con i posteriori di fortuna reclinabili con vano di carico piatto) e Daihatsu Cuore (versione passeggeri a quattro posti con divano posteriore fisso che possedeva una imbottitura migliore e lo schienale ribaltabile). Aveva la carrozzeria a 3 o 5 porte con portellone posteriore e un passo più lungo di 10 cm e portò al debutto la nuova generazione di motori a tre cilindri Daihatsu EB da 547 cm³. Anche stilisticamente era tutta nuova e aveva un design molto spigoloso e squadrato volto ad aumentare l’abitabilità interna con fiancate e portellone posteriore quasi piatto.
Per le versioni esportate (codice L80 che utilizzavano il nome Cuore) venne sviluppato un nuovo tre cilindri benzina da 847 cm³, denominato ED-10 erogante 44 cavalli. Nel settembre 1986 apparve una versione speciale per il mercato svizzero con una cilindrata ridotta a 796 cm³ (motore ED-10A) che in alcuni cantoni beneficiava di un regime fiscale favorevole.
I motori 550 erano a carburatore in versione aspirata o turbocompressa (con intercooler). Questi erogavano rispettivamente 38 CV (28 kW) e 52 CV (38 kW). La versione turbo denominata TR era disponibile solo come Mira (commerciale a tre porte), ed è stata introdotta due mesi dopo la versione normale. Le trasmissioni erano manuali a quattro o cinque velocità oppure automatico a due velocità disponibile solo per le versioni aspirate. Nel novembre del 1985 debutta sul mercato giapponese la Mira TR-XX, una versione sportiva della Mira commerciale con motore turbo e kit estetico aerodinamico caratterizzato da paraurti specifici, minigonne anteriori e posteriori e rifiniture interne in pelle.
Nel gennaio 1986 debutta anche la Mira a cinque porte (in precedenza tale variante era disponibile solo per la Cuore).
Una novità fu anche la realizzazione di due versioni furgone per il mercato interno denominate Mira "Walk-Through Van" e Mira “Michito”, che utilizzava il cofano e il paraurti della Mira/Cuore tradizionale combinato con una carrozzeria posteriore quadrata da furgone “high-cube” con porte scorrevoli o pieghevoli laterali (optional sul retro) che rendevano possibile l'accesso anche nelle strade più strette. Inoltre tali furgoni offrivano la possibilità di essere allestiti in base alle varie esigenze.
Nell'agosto 1987, la Mira/Cuore ricevette un leggero restyling dove venne introdotta una nuova calandra frontale e altre piccole modifiche ai dettagli che rendevano complessivamente l’aspetto più moderno e meno squadrato. Inoltre dall'ottobre dello stesso anno in Giappone i motori 550 divennero a iniezione e viene resa disponibile la trazione integrale per le versioni turbo Mira TR e per la sportiva Mira TR-XX.
Nel febbraio 1988 in Giappone è arrivata una nuova edizione speciale a tiratura limitata della Mira Parco rivolta alla clientela giovanile e disponibile solo in colorazione esterna nero e con interni bicolore. Questo modello andò rapidamente esaurito e per l'estate successiva arrivò una seconda edizione della Parco (ora con interni azzurri), seguita dalla terza Mira Parco nel febbraio 1989. Questa versione era disponibile con motore turbo e quattro ruote motrici.
Con l’avvento delle nuove norme di omologazioni delle keicar nell’ottobre del 1988 i vantaggi fiscali per le versioni commerciali vennero ridotti e di conseguenza sul mercato interno la doppia nomenclatura Cuore e Mira venne gradualmente abolita: quando venne introdotto un altro leggero facelift nell'ottobre 1988, è stata resa disponibile anche la serie Mira TR/CR da 50 CV turbo per uso passeggeri in versione a tre e cinque porte che sostituì la Cuore. All’inizio del 1989 venne resa disponibile anche la una versione con soli due posti per abbassare ulteriormente il prezzo di listino in vista della concorrenza sempre più numerosa e venne introdotta la Mira Sedan TR-XX Limited omologata come autoveicolo e prodotta in solo 500 esemplari con motore potenziato a 64 cavalli.
Le ultime versioni speciali debuttarono in Giappone nell’ottobre del 1989 e avevano nomi ispirati alle città italiane: furono le Sicilia Sports Palermo, Sicilia Sound Napoli e Sicilia Fashion Milano con caratterizzazioni e dotazioni specifiche.
La produzione giapponese della serie L70 è terminata nel 1990.

## Terza generazione
La terza generazione (codice progettuale L200 e L201) è stata presentata nel 1990 e venne offerta in numerose varianti di carrozzerie sul mercato domestico. La denominazione "Cuore" sul mercato giapponese fu abbandonata, poiché le differenze tra le versioni passeggeri e commerciali furono ridotte e di conseguenza venne unificata la denominazione Mira. Il codice L200 identificava la versione giapponese Mira a trazione anteriore, la L201 era il codice telaio per la Cuore esportata. Le versioni a trazione integrale erano rispettivamente siglate L210 (Mira Giappone) e L211 (Cuore export)

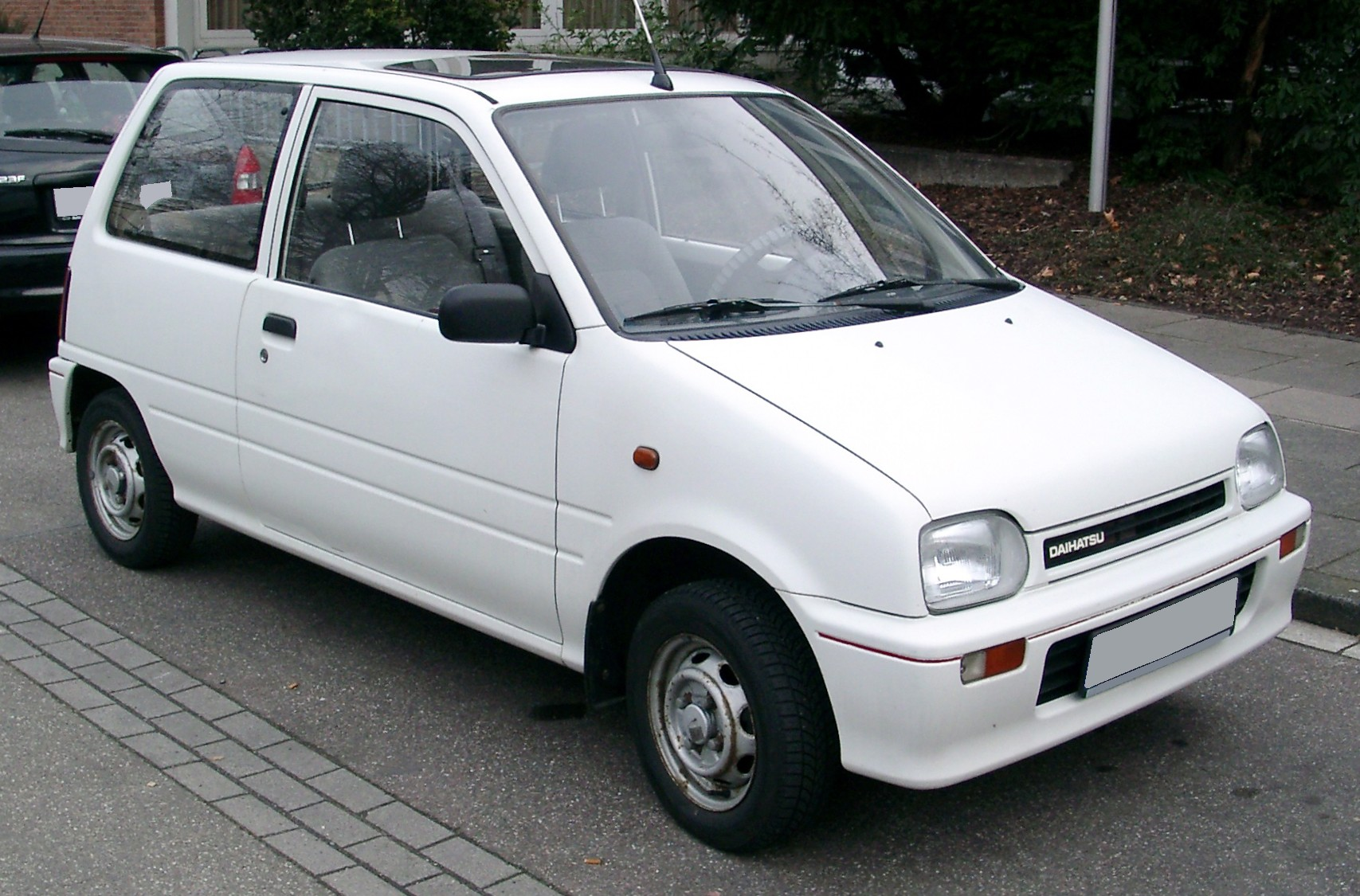
Cuore 3 porte europea

In Giappone la Mira era proposta nella versione “V” e nella “S”: la versione V era la Van omologata autocarro con finestrini oscurati divano posteriore privo di cinture di sicurezza e ribaltabile in modo da ottenere un vano di carico piatto; la legge giapponese imponeva per le auto autocarro la presenza di due posti di “fortuna” solo per il trasporto temporaneo dei passeggeri per questo motivo non erano dotate di cinture di sicurezza. La versione tradizionale per il trasporto passeggeri era la Mira “S” con divano posteriore a due posti dalle sedute più larghe e imbottite, cinture di sicurezza e alzavetri manuali e vetri posteriori trasparenti. Lo schienale posteriore era ribaltabile ma il piano di carico non era piatto.
Nell’agosto del 1992 venne presentato un restyling che modificò i paraurti e i parafanghi che divennero nella forma più arrotondati, nuovo cofano e internamente nuovi sedili anteriori più imbottiti e avvolgenti. I modelli turbo ricevettero un nuovo cambio automatico a quattro marce che mando in pensione il vecchio tre marce.
Col restyling venne presentata anche la Mira RV-4, una versione stile fuoristrada caratterizzata da assetto rialzato, paraurti anteriori e posteriori specifici con scudo paracolpi, bull-bar anteriore in acciaio, barre sul tetto, copricerchi specifici, trazione integrale, ruota di scorta esterna sul portellone posteriore e motore turbo tre cilindri 660 EF-JL erogante 64 cavalli accoppiato al cambio manuale a 5 rapporti. La struttura era stata irrobustita mediante delle protezioni sottoscocca e delle sospensioni specifiche. La RV-4 era disponibile con 3 e 5 porte.

## Quarta generazione

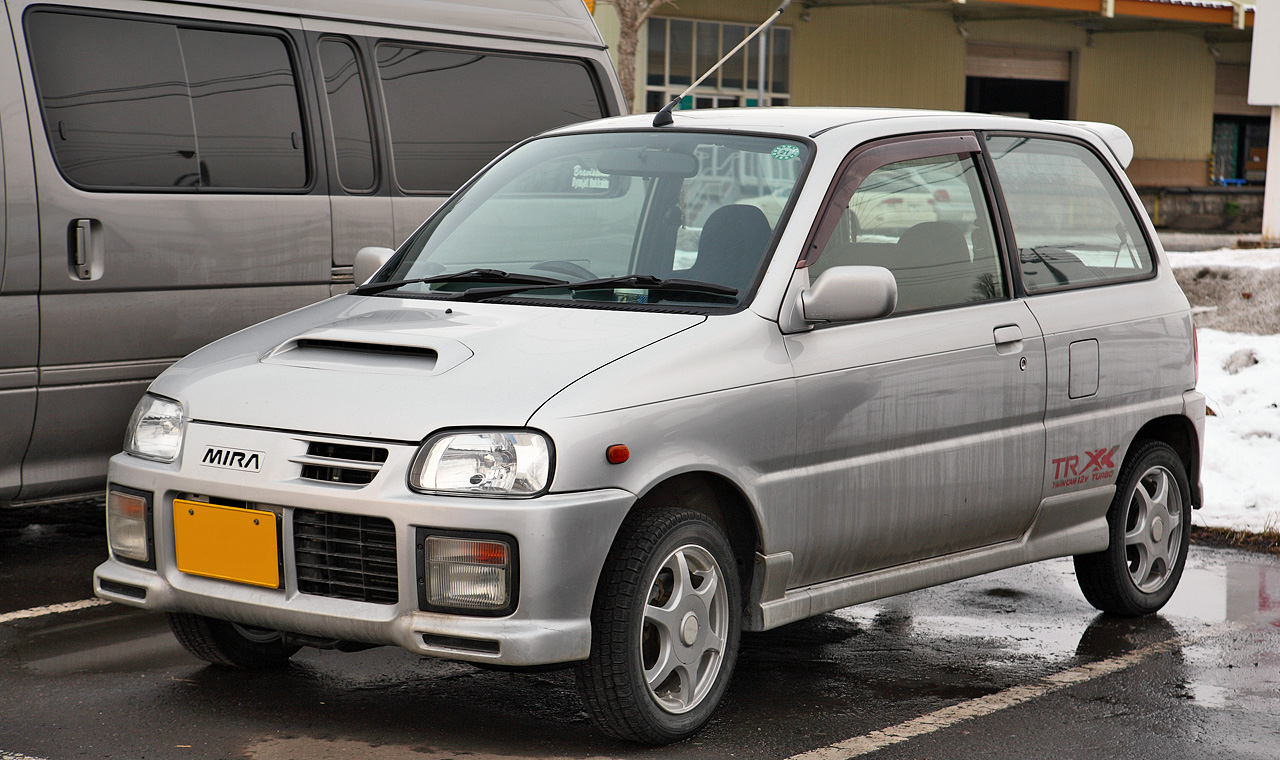
Mira TR-XX Avanzato, modello sportivo giapponese

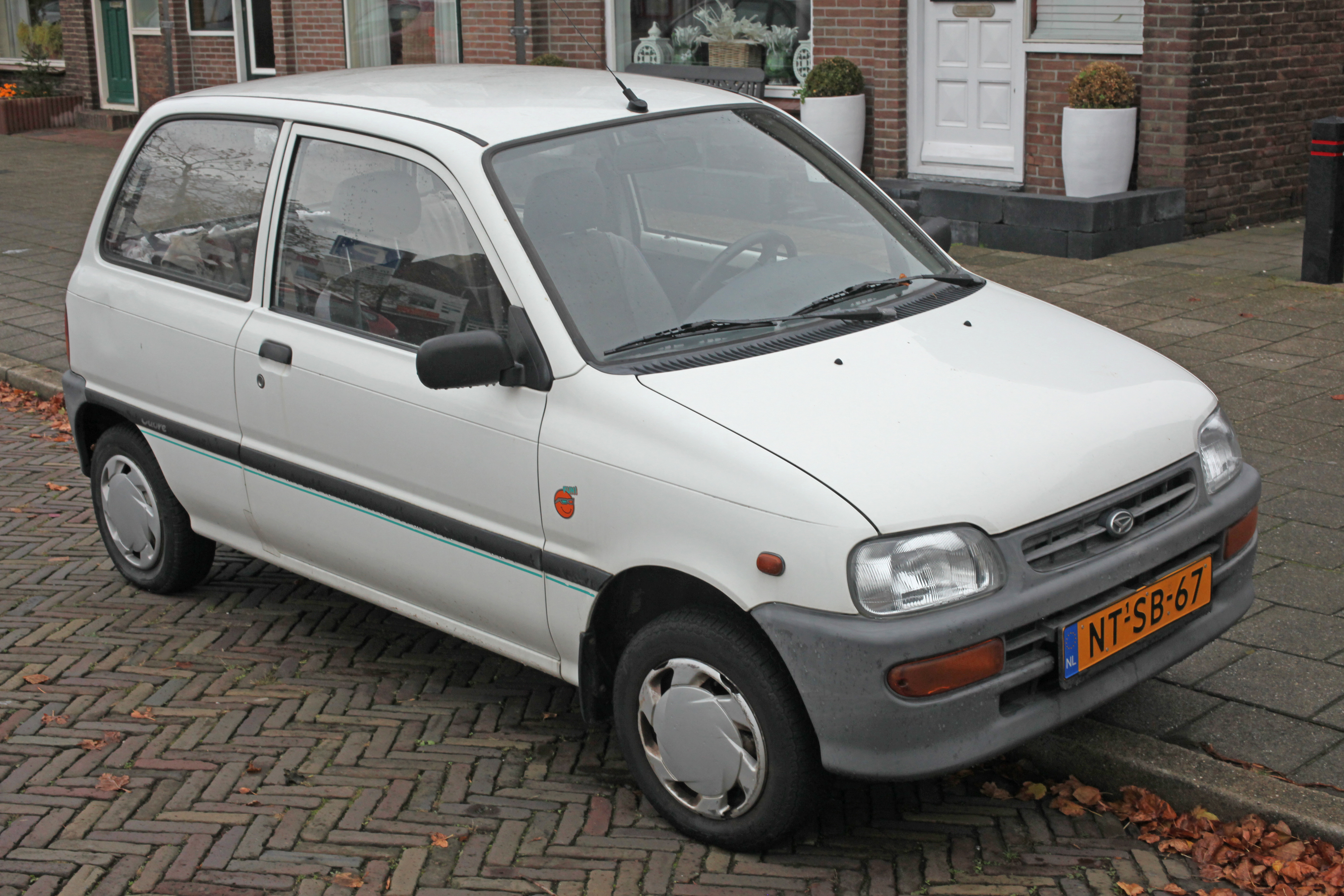
Cuore tre porte europea

La produzione della quarta serie partì nel settembre 1994. Il design della vettura e la meccanica della vettura consisteva in una profonda evoluzione della precedente terza serie L200. Il codice di progetto identificava con L500 la versione giapponese Mira, L510 le Mira a trazione integrale, L501 le Cuore esportate e L511 le Cuore a trazione integrale. è stata realizzata al di fuori del Giappone principalmente come L501 Cuore.
Il modello europeo debutta nella primavera del 1995.
Nell’ottobre del 1995 viene presentata in Giappone la Mira Moderno, una versione ristilizzata con calandra e fanaleria inedita che l’anno successivo sarà adottata anche dal resto dalla gamma Mira giapponese. Nel 1997 debutta la Mira Classic, versione stile retró con cromature lungo la calandra e le cornici dei finestrini. La Classic viene sostituita dalla Mira Gino (nota in Europa come Daihatsu Trevis).
La gamma motori giapponese era composta da 660 aspirato tre cilindri erogante 40 cavalli nella versione a trazione anteriore, 54 nella versione a trazione integrale e 64 cavalli nella versione sovralimentata con turbocompressore che equipaggiava i modelli sportivi Mira TR.
Il modello Cuore esportato in Australia, Asia e Europa era equipaggiato con un tre cilindri ED-20 da 847 cm³ erogante 42 cavalli.
Dal 28 marzo 2000 la quarta serie di Cuore venne prodotta anche in Pakistan dalla Indus Motor Company nello stabilimento di Karachi. Il modello aveva il motore tre cilindri ED-20 847 cm³ della versione europea.

## Quinta generazione

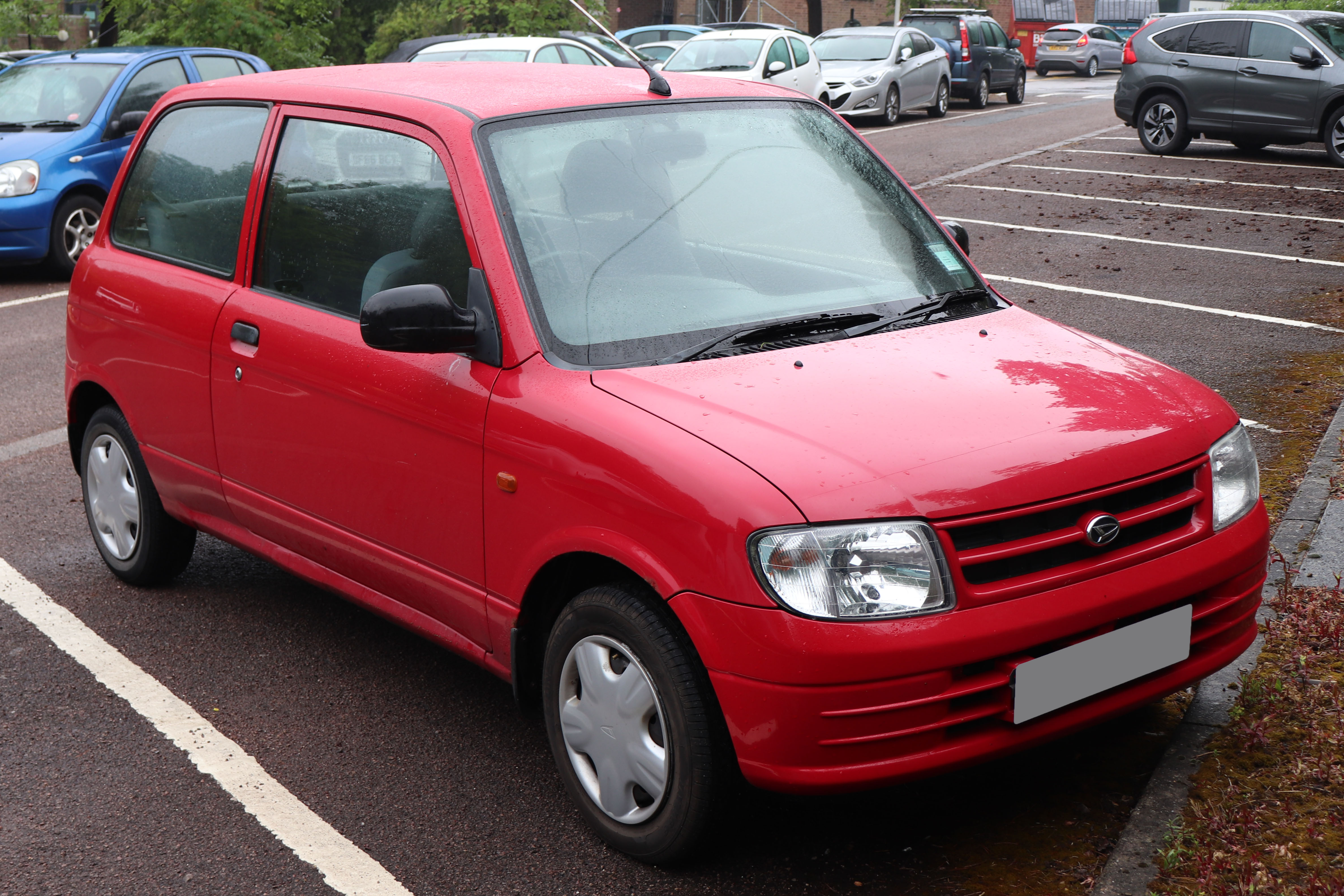
La quinta serie europea

La quinta generazione della Cuore viene identificata dal codice progetto L700 nella versione giapponese keicar a trazione anteriore, L710 per le versioni a quattro ruote motrici giapponesi mentre le versioni export (europea compresa) con motore 1.0 e paraurti allungati avevano il codice progettuale L701 (anteriore) e L711 (quattro ruote motrici). Era disponibile sia con carrozzeria 3 porte che 5 porte.
Il nuovo modello venne presentato in Giappone nell'autunno del 1998 ed era chiamato Mira; i parametri delle keicar imponevano la lunghezza contenuta in 3,39 metri e motore fino ad un massimo di 0,660 litri di cubatura massima. Sul mercato domestico venne da subito offerta nelle varianti 3 e 5 porte e 3 porte Van a due posti.
Il modello europeo chiamato Cuore debutta nel 1998 e si differenzia dal modello giapponese per i paraurti leggermente più grandi che portano la lunghezza complessiva della vettura a 3,41 entri. La scocca viene irrobustita nel frontale mediante l’adozione di ulteriori traverse ad assorbimento per sopportare i crash test europei più severi. Il motore della Cuore era il 1.0 EJ-DE tre cilindri DOHC a 12 valvole con fasatura variabile VVT-i erogante 56 cavalli omologato Euro 3. In Europa era disponibile solo a trazione anteriore con cambio manuale a 5 rapporti o automatico a 4 rapporti.

## Sesta generazione

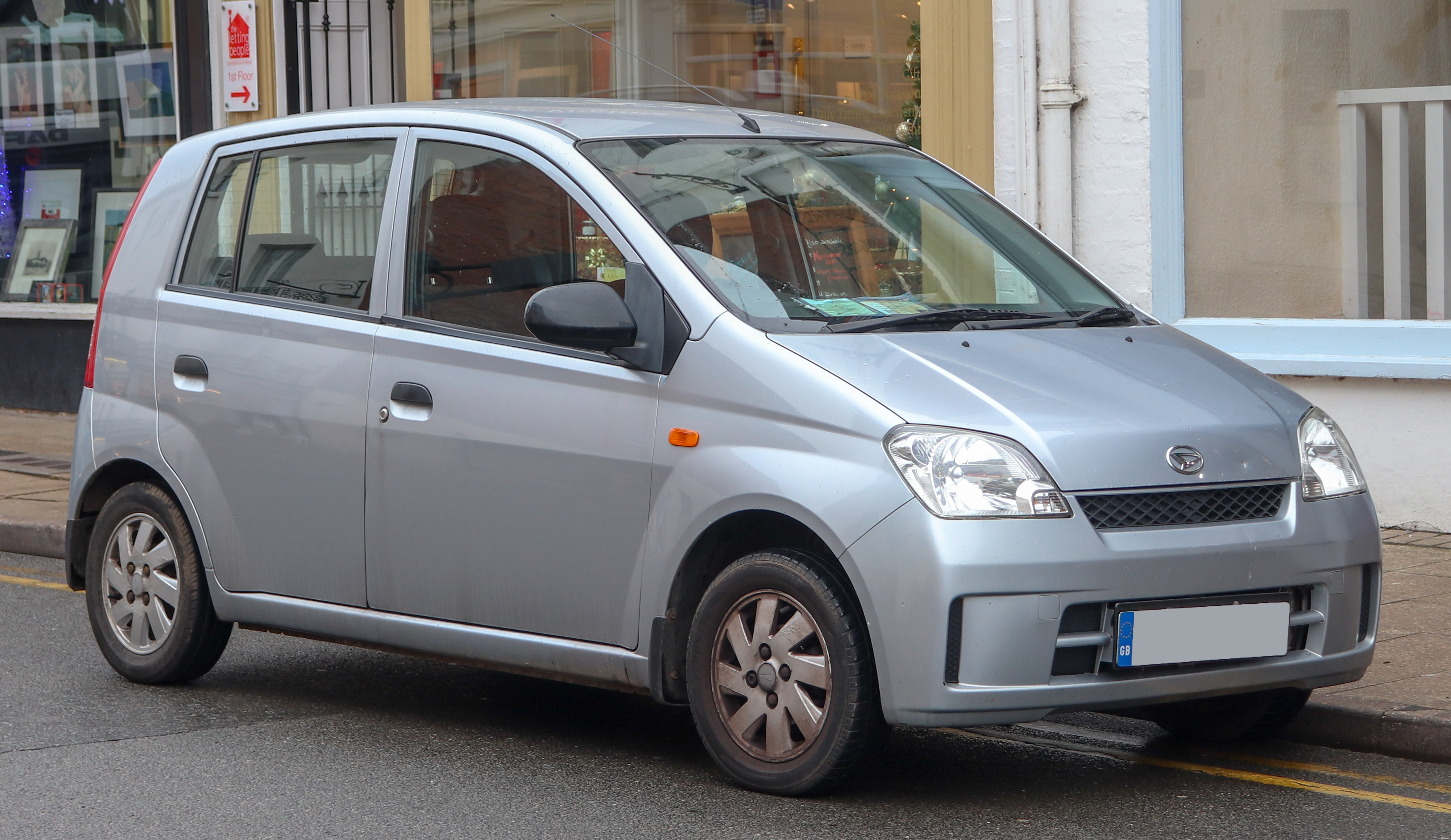
Daihatsu Cuore sesta serie

La sesta serie della Cuore viene presentata nel 2003 e porta al debutto una piattaforma di base totalmente inedita e un design stile monovolume molto spigoloso che segna un netto distacco dalle forme delle generazioni precedenti. Il nuovo telaio ha permesso di posizionare il motore in posizione avanzata in modo da poter ingrandire l’abitacolo, la carrozzeria mantiene la lunghezza di 3,40 metri sia sul modello giapponese che su quello europeo; l’unica differenza è la presenza di rinforzi alla scocca sulla versione europea. I codici di progetto sono L250 (versione giapponese trazione anteriore), L260 (versione giapponese integrale), L251 (export a trazione anteriore) e L261 (export a trazione integrale).
Le sospensioni anteriori utilizzano lo schema MacPherson mentre al retrotreno viene adottato una sospensione a ruote semi indipendenti con barra di torsione. In Giappone resta disponibile la versione a trazione integrale con differenziale a slittamento limitato. La gamma motori giapponese si compone del 0,660 litri tre cilindri aspirato erogante 54 cavalli con cambio manuale a 5 rapporti o automatico a 3 rapporti o automatico CVT mentre in Europa le motorizzazioni sono un nuovo 1.0 tre cilindri aspirato 12 valvole da 58 cavalli com cambio manuale a 5 rapporti o automatico a 4 rapporti.
Nel Regno Unito e in Sudafrica la Cuore venne venduta con la denominazione storica Daihatsu Charade benché fosse posizionata più in basso e non avesse nulla in comune con l’omonimo modello prodotto in passato dalla Daihatsu.

## Settima generazione

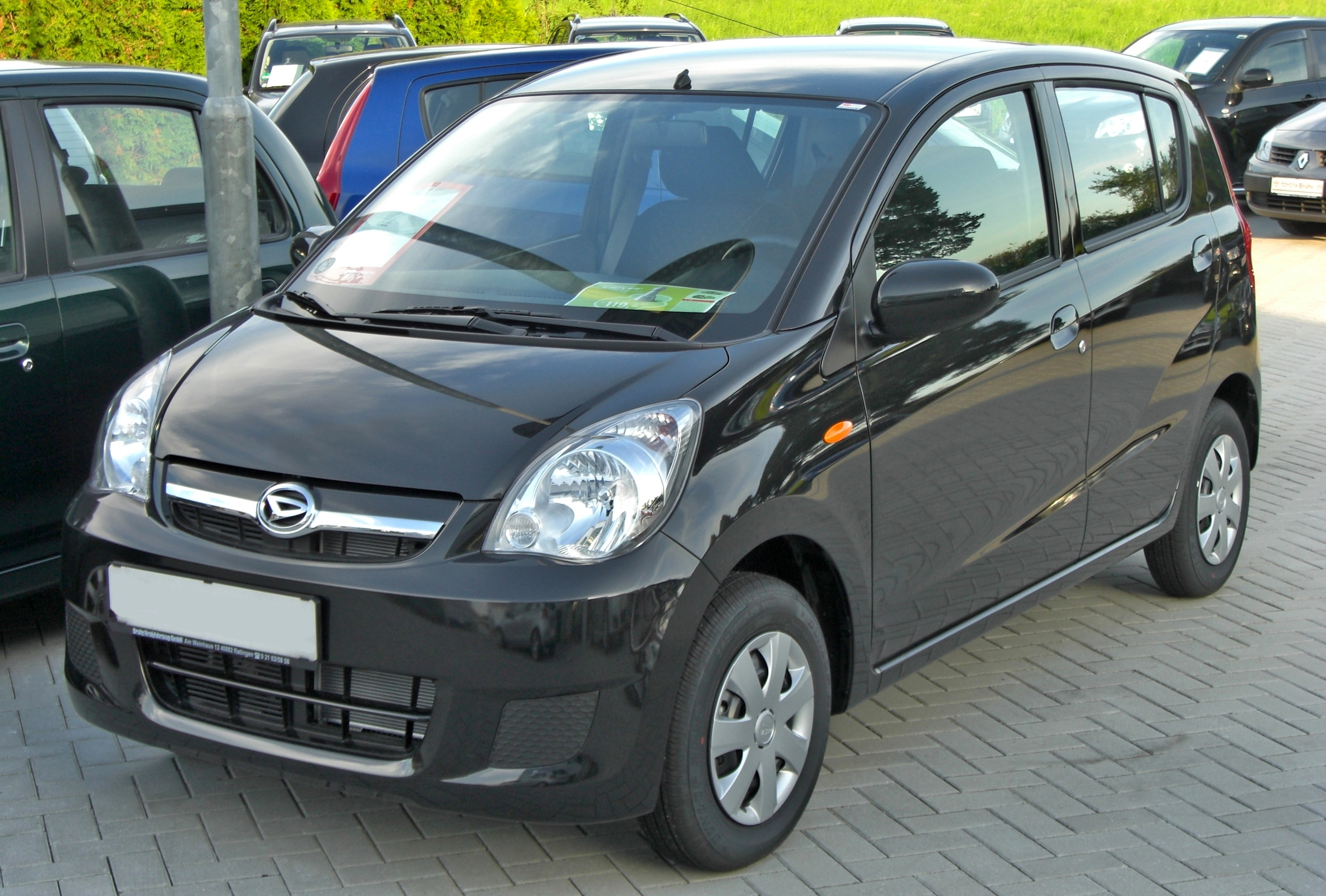
Daihatsu Cuore VII

Nel mese di dicembre del 2006 è stata presentata la settima generazione sia nella versione per il mercato interna denominata Mira che per il mercato europeo denominata Cuore dove verrà commercializzata dal settembre 2007, profondamente rivista nella linea disegnata dall'Italdesign di Giorgetto Giugiaro.
Le dimensioni esterne del modello europeo sono state lievemente incrementate rispetto alla serie precedente, raggiungendo la lunghezza di 3.460 mm e l'altezza di 1.530 mm, restando invariata la larghezza. La versione giapponese invece rimane conforme alle norme delle omologazioni keicar con lunghezza limitata a 3.395 mm. È disponibile solo in versione 5 porte mentre in Giappone la 3 porte viene prodotta solo in allestimento Van.
Anche il peso ha subito un leggero incremento raggiungendo i 765 kg. La nuova motorizzazione proposta, sempre con la medesima cubatura, è da 51 kW (69 CV) sempre a 6.000 giri/min e riesce a fornire una coppia da 94 Nm a 3400 giri. Il modello

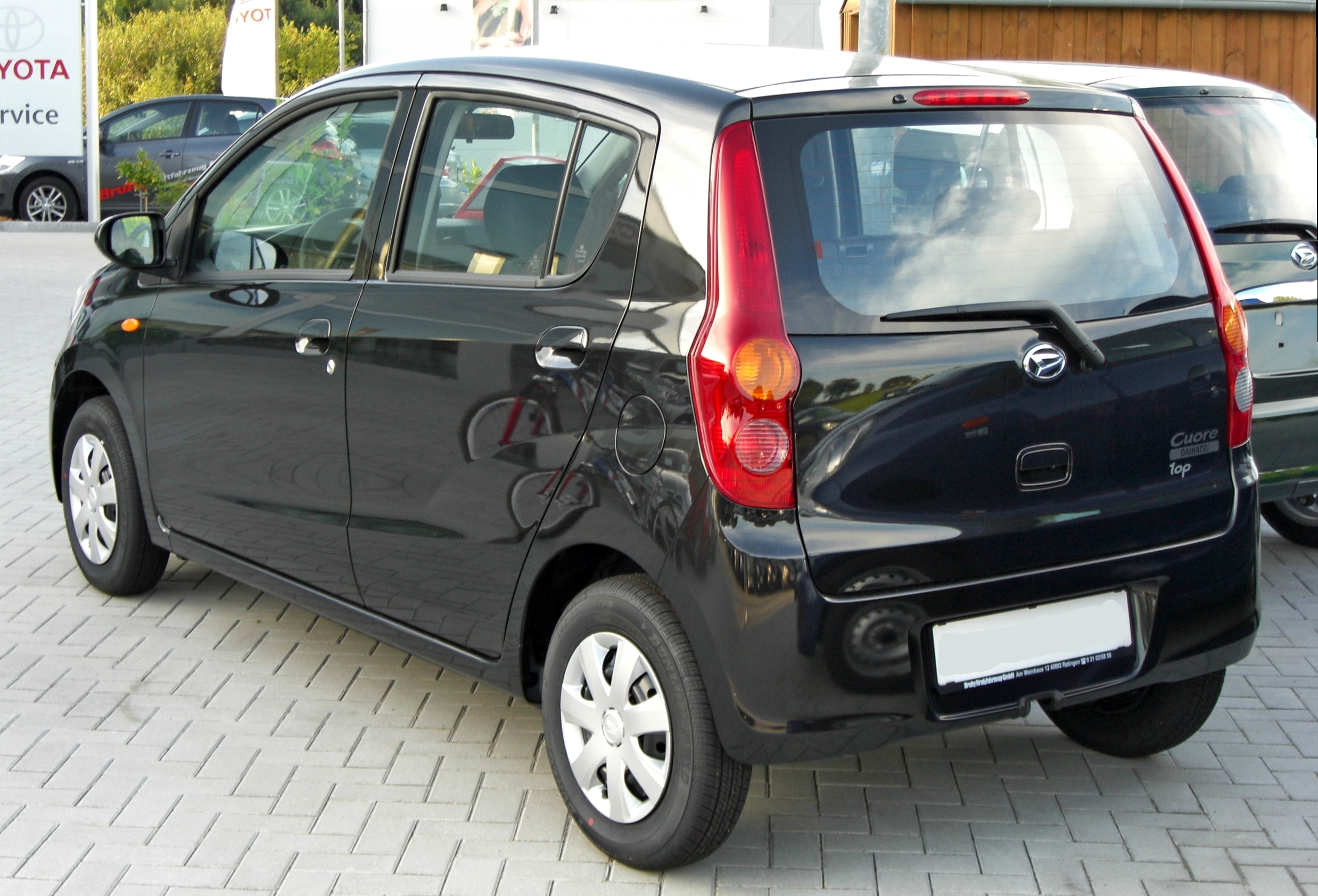
Posteriore della Cuore VII

Il modello giapponese viene proposto con due motori benzina: il 660 tre cilindri KF-VE aspirato erogante 58 cavalli e il 660 tre cilindri KF-DET turbo D-VVT da 64 cavalli.
Per la Cuore europea sono resi disponibili due cambi, manuale a 5 marce e automatico a 4 rapporti. La Mira giapponese invece dispone abbinato al 660 aspirato di un manuale a 5 rapporti, automatico a 3 o 4 rapporti e un cambio CVT a seconda dell’allestimento. Inoltre solo la versione giapponese turbo è disponibile anche a trazione integrale.
L'impianto frenante è di tipo misto, a dischi anteriormente e a tamburi posteriormente.
Nel 2008 è stata sottoposta al crash test dell'Euro NCAP totalizzando il punteggio di quattro stelle.
Nel 2011 termina la produzione e la denominazione Cuore sparisce dal mercato europeo; nel 2013 tutti i modelli della casa automobilistica nipponica vengono ritirati dal continente europeo. Resta in produzione come Daihatsu Mira sul mercato interno.
| Modello | Disponibilità | Motore  | Cilindrata | Potenza       | Coppia Massima | Emissioni CO2 (g/Km) | 0–100 km/h (secondi) | Velocità max (Km/h) | Consumo medio (Km/l) |
| 1.0     | dal 2007      | Benzina | 998        | 51 Kw (69 Cv) | 94 (Nm)        | 104                  | 11,1                 | 160                 | 22,7                 |

## Ottava generazione

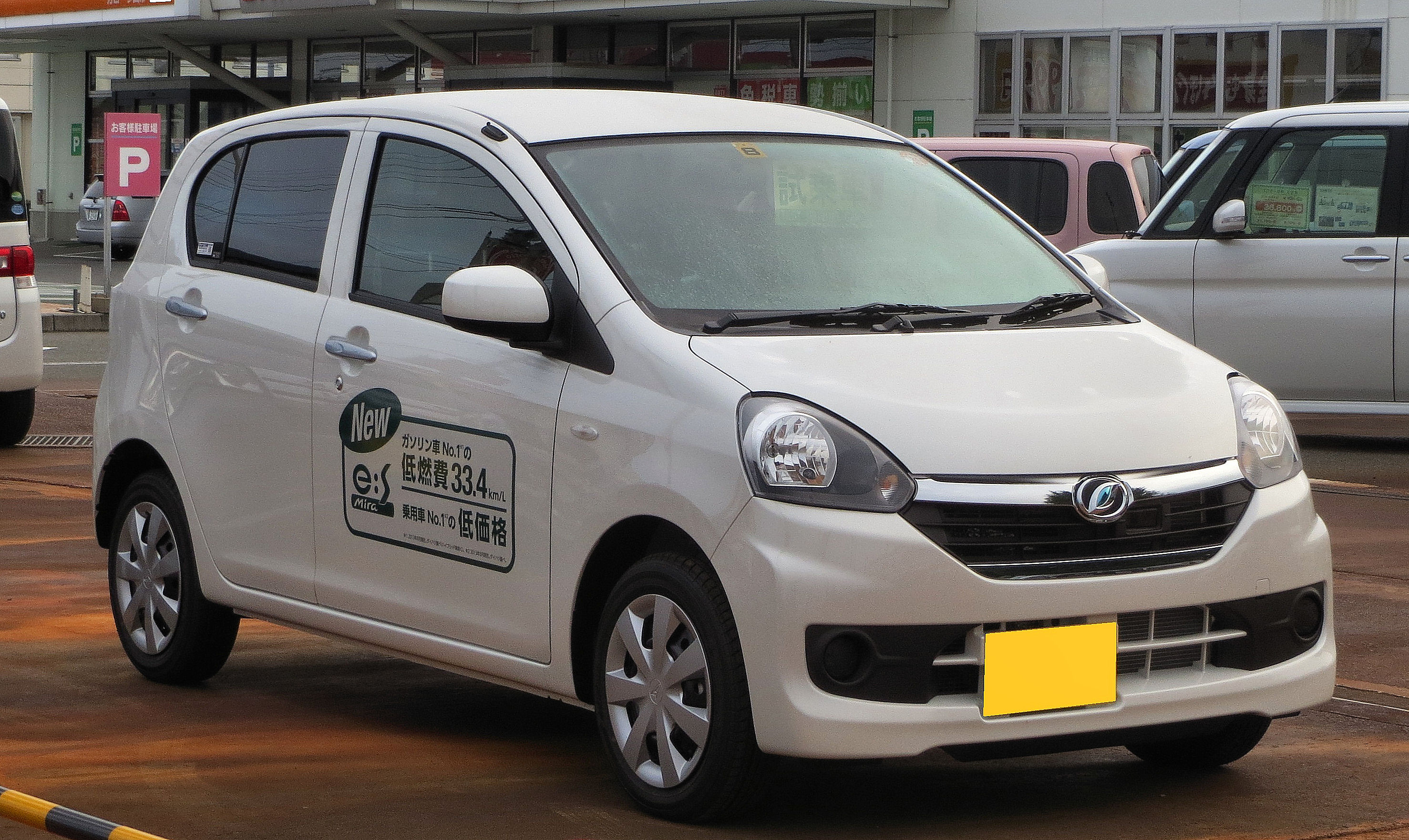
Daihatsu Mira e:S (serie L300)

La serie L300 viene progettata per il solo mercato giapponese nella versione classificata come keicar essendosi Daihatsu ritirata dal mercato europeo; di conseguenza la denominazione Cuore viene abbandonata e la vettura viene ribattezza Mira e:S sul mercato domestico. La presentazione avviene il 20 settembre 2011. Tra le principali novità vi è l’adozione dell’eco-IDLE migliorato abbinato al cambio CVT, lo start&stop che spegne il motore in frenata sotto i 7 km/h.
La Mira L300 venne venduta in Giappone anche da Toyota rimarchiata Toyota Pixis Epoch dal 10 maggio 2012, e da Subaru come Subaru Pleo Plus dal 21 dicembre 2012.
Nell'agosto 2013 è stata sottoposta a un restyling estetico.
Meccanicalmente la vettura utilizzava la stessa piattaforma della vecchia Cuore, la carrozzeria era lunga 3,39 metri e il motore era il classico 660 tre cilindri KF-VE erogante 64 cavalli (il 1.0 fu abbandonato). La trazione era anteriore oppure integrale.

## Nona generazione

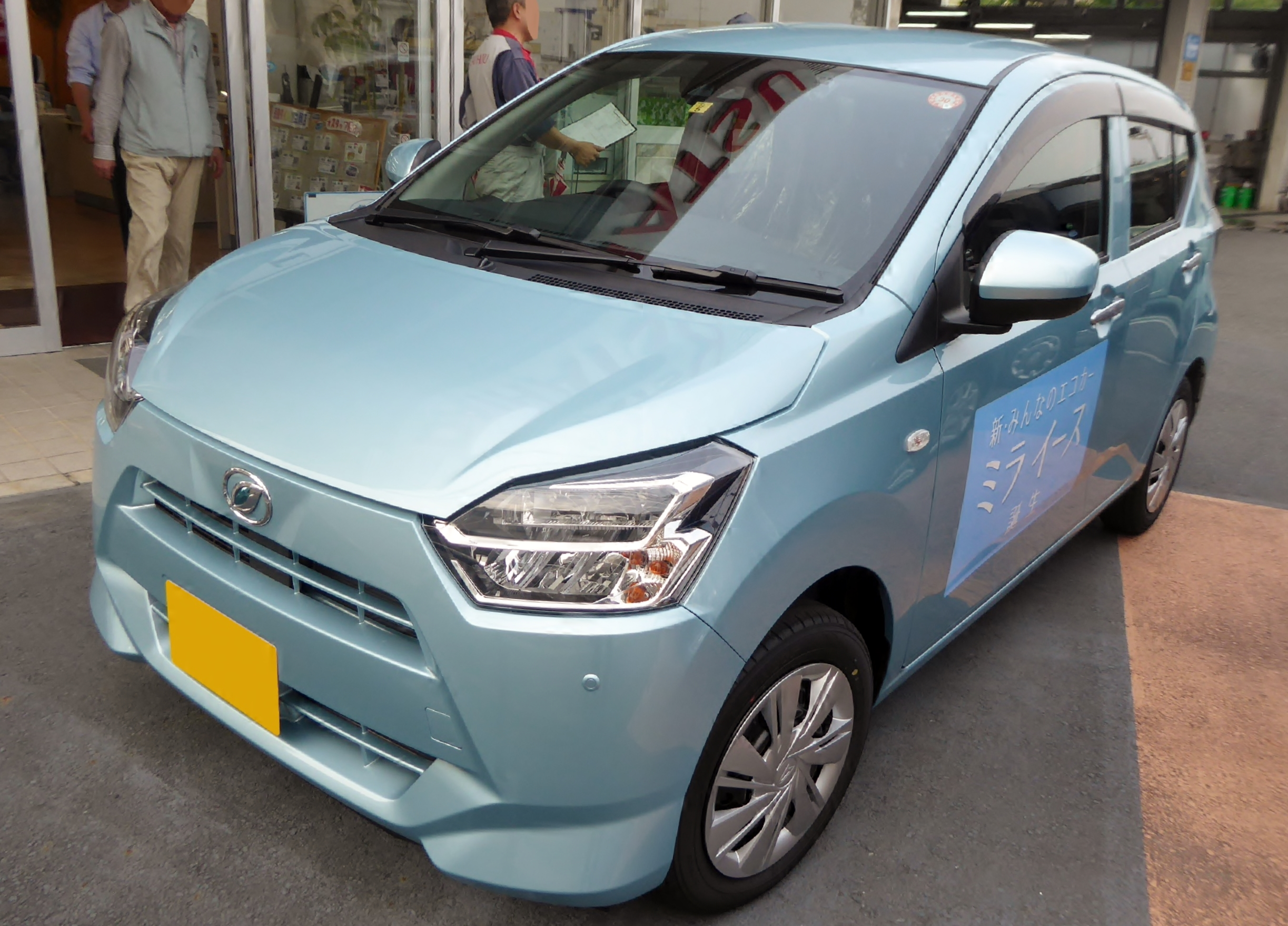
La Mira nona generazione

La nona generazione debutta nel maggio 2017 e porta al debutto la nuova piattaforma modulare DNGA realizzata per tutta la nuova famiglia di key car del marchio giapponese, che è più leggera rispetto al vecchio telaio. Il peso della nuova Mira viene ridotto di 80 kg grazie all’impiego di nuovi materiali e nuovi acciai alto resistenziali per la scocca. La trazione è anteriore oppure integrale; i modelli anteriore pesano 650 kg mentre l’integrale pesa 720 kg. Il motore è il 660 aspirato KF-VE erogante 52 cavalli abbinato a un cambio manuale 5 rapporti o CVT automatico. 
Il consumo dichiarato nel ciclo giapponese JC08 è di 34,2 km/l per la versione a trazione anteriore e di 32,2 km/l per la versione integrale.
Per quanto riguarda la sicurezza, viene introdotto il pacchetto Smart Assist III che dispone della frenata di emergenza autonoma con rilevamento dei pedoni (utilizzando una videocamera sul parabrezza), avviso di superamento corsia, fari abbaglianti automatici.